# Kuwejt na Letnich Igrzyskach Olimpijskich 1984
Kuwejt na Letnich Igrzyskach Olimpijskich 1984 reprezentowało 23 zawodników (sami mężczyźni). Był to 5. start reprezentacji Kuwejtu na letnich igrzyskach olimpijskich.

## Skład kadry

### Judo
Mężczyźni
- Adil an–Nadżada – waga półlekka – 33. miejsce
- Jusuf al–Hammad – waga lekka – 13. miejsce
- Sajjid at–Tubajch – waga półśrednia – 20. miejsce
- Husajn Szarif – waga średnia – 18. miejsce
- Tarik al–Gharib – waga półciężka – 13. miejsce

### Lekkoatletyka
Mężczyźni
- Nadżi Mubarak – 110 metrów przez płotki – odpadł w eliminacjach
- Dżasim ad–Duwajla – 400 metrów przez płotki – odpadł w eliminacjach

### Pływanie
Mężczyźni
- Chalid al–Assaf – 100 metrów st. dowolnym – 59. miejsce
- Ahmad al–Hadhud

100 metrów st. grzbietowym – 47. miejsce
200 metrów st. grzbietowym – 41. miejsce
- Ishak Atisz Wa’il – 100 metrów st. grzbietowym – 49. miejsce
- Fajsal Marzuk – 100 metrów st. motylkowym – 44. miejsce
- Adil al–Ghajs – 100 metrów st. motylkowym – 48. miejsce

### Skoki do wody
Mężczyźni
- Abd Allah Abu Kurajs – trampolina – 29. miejsce
- Madżid at–Taki – trampolina – 30. miejsce
- Abd Allah Abu Kurajs – platforma – 22. miejsce

### Szermierka
Mężczyźni
- Chalid al–Awadi – floret – 37. miejsce
- Ahmad al–Ahmad – floret – 44. miejsce
- Kifah al–Mutawwa – floret – 52. miejsce
- Muhammad Ghalum, Kifah al–Mutawwa, Ahmad al–Ahmad, Chalid al–Awadi – floret drużynowo – 11. miejsce
- Muhammad as–Suwajni – szpada – 41. miejsce
- Kazim Hasan – szpada – 43. miejsce
- Usama al–Chirafi – szpada – 54. miejsce
- Muhammad as–Suwajni, Kazim Hasan, Usama al–Chirafi, Abd an–Nasir as–Sajigh, Ali Hasan – szpada drużynowo – 14. miejsce